# Loxospora cismonica
Loxospora cismonica är en lavart som först beskrevs av Beltr., och fick sitt nu gällande namn av Hafellner. Loxospora cismonica ingår i släktet Loxospora och familjen Sarrameanaceae.   Inga underarter finns listade i Catalogue of Life.